# Vigésima quarta divisão de infantaria dos Estados Unidos
A 24ª Divisão de Infantaria foi uma divisão de infantaria do Exército dos Estados Unidos que foi desativada em outubro de 1996. Formada durante a Segunda Guerra Mundial a partir da dissolução da Divisão Havaiana, a divisão viu ação em todo o teatro do Pacífico, lutando primeiro na Nova Guiné antes de desembarcar nas ilhas filipinas de Leyte e Luzon, expulsando as forças japonesas. Após o fim da guerra, a divisão participou de tarefas de ocupação no Japão e foi a primeira divisão a responder à eclosão da Guerra da Coréia. Nos primeiros 18 meses da guerra, a divisão esteve fortemente engajada nas linhas de frente com as forças norte-coreanas e chinesas, sofrendo mais de 10.000 baixas.
Após sua implantação na Guerra da Coréia, a divisão esteve ativa na Europa e nos Estados Unidos durante a Guerra Fria. Era baseada em Fort Stewart na Geórgia e mais tarde reativado em Fort Riley, Kansas. Não viu o combate novamente até a Guerra do Golfo Pérsico, quando enfrentaram os militares iraquianos. Alguns anos após esse conflito, foi desativado como parte da retirada militar dos EUA pós-Guerra Fria na década de 1990. A divisão foi reativada em outubro de 1999 como uma formação para treinamento e implantação de unidades da Guarda Nacional do Exército dos EUA antes de sua desativação em outubro de 2006.